# 野上桜禅
野上 桜禅（のがみ おうぜん、2003年4月18日 - ）は、日本の俳優、モデル、カメラマン、作詞・作曲・編曲家。埼玉県出身。所属レーベルは讃情堂レコーズ。

## 略歴
流通経済大学付属柏高等学校を卒業。その後、吉本興業の養成所であるNSC東京へ進学し、芸人の演技力（テンポや間合い、引き込み方）を学ぶ。卒業後、俳優業とアーティスト業を開始し、2024年にはモデル業やカメラマンとしての活動も開始した。
2024年には加藤也大監督作品の『タバコが旨い話』で主演デビューを果たし、以降、映画やMV、CMなど様々な作品に出演している。
アーティストとしての活動は、自主レーベルの「讃情堂レコーズ」から音楽配信やMV制作を行っている。

## 人物

### 生い立ち
「野上 桜禅」は本名である。両親が「桜」と「禅」の字を一文字ずつ名付けた。「桜」には「桜のように周りでたくさんの人が笑顔で過ごせるように」「本人自身もたくさんの人とうまく関われるように」という願いが込められている。「禅」については、本人も難しいと語っている。

### スポーツ
2歳からサッカーを始め、中学では2年生まで剣道（クラブチームではサッカー）をしていた。中学3年生からはラグビーを始め、高校時代にはラグビーで全国大会に出場している。ポジションはウイングとフランカー。

### 音楽
幼少期は母親の影響でDREAMS COME TRUEの楽曲を聴くことが多かった。小学生の時にMr.Childrenとビートルズに傾倒し、そこから幅広いジャンルの音楽を聴くようになる。ギターアンプで音楽を聴きたいという思いからアンプを購入し、さらにギターも欲しくなり、両親から誕生日にエピフォンのレスポールスペシャルをプレゼントされた。
中学校の「三年生を送る会」での演奏をきっかけに、楽曲制作への興味が芽生えた。2022年、最初の楽曲『純・純愛歌』（桜禅名義）をリリース。その後、2023年に「the me (僕)」名義に変更し、現在も俳優業と並行して音楽活動を行っている。

## 出演

### 映画
- 莉の対（2022年）
- 地獄のSE（2023年） - 先生 役
- 鳥の目（2023年） - 成杜 役
- サヨナラホームラン（2023年） - 岸田 役
- クリスマスのかわりに（2023年） - 一ノ瀬涼 役
- 自分（2024年） - 友人A 役
- それをなんと呼ぶ。（2024年） - 山茶 役
- social media（2024年） - 主人公A 役
- 恋と戦争（2024年） - 桜井遊 役
- MIRROR（2024年） - 主演・Ken 役
- LIFE COACH（2024年） - V 役
- Voiger（2024年） - 伊東大輔 役
- TRANCE（2024年） - イシカワ 役
- 怪物（2024年） - ミツヤ 役
- タバコが旨い話（2024年） - 主演・佐藤 役
- ビート（2024年） - ホームレスシンガー 役
- まあしらんけど（2024年） - 康臣 役
- はたらく細胞（2024年） - 外肛門括約筋 役
- She (第二章 心に春が欲しかった)（2025年） - 桐井隼人 役
- クラクラ（2025年） - ゆみの彼氏 役
- あした、海に行こうよ（2025年） - 主演・ともゆき 役
- 霧の中の向日葵（2025年） - 深夜 役

### 舞台
- 空っぽフラレーター（2024年） - Bチーム 安井 役

### テレビドラマ
- 明日、彼女にプロポーズしようと思っている人 - 居酒屋客 役
- 刑事7人season9 - 第4話ゲスト
- これが本当の？「Chu！多様性？！」(サイトーはここにいる。) - 若者 役
- おたキスseason7（2023年） - 主演・レオン 役

### CM
- BSよしもとCM「ワンナイト」篇（2023年） - カップル 役
- 鹿島建設株式会社 HICity グランドオープン記念映像（2023年）
- ウェザーニュースはなんて言ってんの？シリーズ4本（ウェザーニュースCM）（2024年） - カメラアシスタント 役
- 『焼肉の和民』（わたあめ）（2024年）
- 『千住メンチ館』（TOKYO TASTE）（2024年）
- バンダイナムコCM（2024年）
- Tree of Savior ネバーランド

### ミュージックビデオ
- LEGACY-SHOW-GO（2022年） - 銭湯客 役
- 漂流木-LÜCY（2023年） - 雀荘客 役
- トライアングル-ばんばんざい(実写Ver.)（2023年） - バックダンサー 役
- 純・純愛歌-桜禅（2023年） - 主演・本人 役
- ステップファミリー-しょうちゃん（2023年） - カップル 役
- Veil-茉ひる（2023年） - 参列者 役
- GReeeeN-勿忘草（2023年） - 飲み会幹事 役
- 福島清香-魔法使いの君（2023年） - 主演・男 役
- 哀-Ai- - 桜禅（2024年） - 主演・心/哀しみ 役
- 東京-蘭莉（2024年） - 主演・男 役
- すれ違いのラストトレイン - 孝太郎Sounds Singer GENRI（2024年） - 主演
- Ray of hope - SUNLIT RAIN - 主演・ミツヤ 役
- モノハス - 休日（2024年） - 怪獣 役
- wish i could hate you - Swim in May（2024年） - Boy 役
- I'm So... - the me（2025年） - 主演・本人 役

### 情報番組
- 旅介TV（2024年 - ） - MCなど

### バラエティ番組
- 「それゆけ！大宮セブン」 セルフ珍プレー好プレー（テレビ埼玉）（2022年） - 審判 役
- 「ぷれいぼーるシリーズ」（2022年 - ）
- 迷惑ファンに突撃されて放送事故。（ステミレイツ-STMLT-）（2023年） - 迷惑ファン役 ※ドッキリ仕掛け人
- 「～ニッポン緊急事態シミュレーション～もしも怪獣が襲ってきたら」 群衆雪崩（TBS）（2024年） - 屈強な男達 役

### ショートフィルム
- ベットの下(ハンドシアター作品)（2023年） - 主演
- トイレ(ハンドシアター作品)（2023年） - 主演
- 寄ってくる(ハンドシアター作品)（2023年） - 主演
- 足(ハンドシアター作品)（2023年） - 主演
- ناس يجربون in Tokyo ninjya apps PR (كلماشي Kalamashi)（2023年）
- 信号（2023年） - 歩行者 役
- solitude but…（2024年） - 彼氏 役
- 檸檬のつくりかた（2024年） - 作家 役
- midnight rendezvous（2025年） - 主演・男の子 役
- 歳と心の距離は比例する？（2025年） - 主演・若宮蓮 役
- 夢への犠牲 第二話（オクチナオシ作品）（2025年） - サラリーマン 役
- 探偵さん私の嘘を暴かないで 第50話（2025年） - 刑事 役

### スチールモデル
- アーティスト ヤギヌマメイ Zine
- YOT WATCH 2024 A/W（腕時計ブランド）（2024年）
- カーブホルツジャパン 2024 A/W（腕時計ブランド）（2024年）
- FREEWAY428 50周年記念モデル（衣料品ブランド）

### 声優
- 夢を叶える木の実(日本民話シリーズ)（2024年） - 巨人佐野 役

### ラジオ
- 桜禅の讃情堂レコーズラジオ（2023年 - ）

### その他
- かまいたち単独ライブ コント中映像 結婚式二次会（2023年） - 参列者 役
- EXIT単独ライブオープニングビデオ 街頭インタビュー（2022年） - 男性 役

## ディスコグラフィ
桜禅 名義
- 純・純愛歌（2022年）
- 哀-ai-（2022年）

the me 名義
- Why we move hurt be?（2023年）
- Always（2023年）
- I'm so...（2023年）
- ドライヤー（2024年）
- ビート（2024年）
- ソフトパック（メンソール）（2024年）
- 青の折りたたみ（2024年）
- When You Stay with Me（2024年）

### タイアップ
- 映画『ビート』EDテーマ曲提供（2024年）

## 書籍
- 「生活の中で」（2021年）
- 「卒業」（2022年）
- 「このバカ広い世界の小さな僕ら」（2024年）